# Abronia
Abronia  é um gênero botânico da família Nyctaginaceae.

## Espécies
Aproximadamente 35-40 espécies, incluindo:
- Abronia cycloptera
- Abronia fragrans
- Abronia latifolia
- Abronia maritima
- Abronia pogonantha
- Abronia umbellata
- Abronia villosa